# Callitris endlicheri
Callitris endlicheri är en cypressväxtart som först beskrevs av Filippo Parlatore, och fick sitt nu gällande namn av Frederick Manson Bailey. Callitris endlicheri ingår i släktet Callitris och familjen cypressväxter. IUCN kategoriserar arten globalt som livskraftig. Inga underarter finns listade i Catalogue of Life.

## Bildgalleri

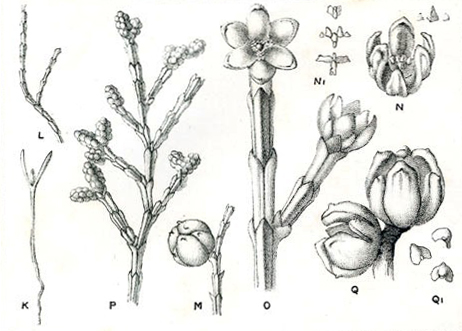
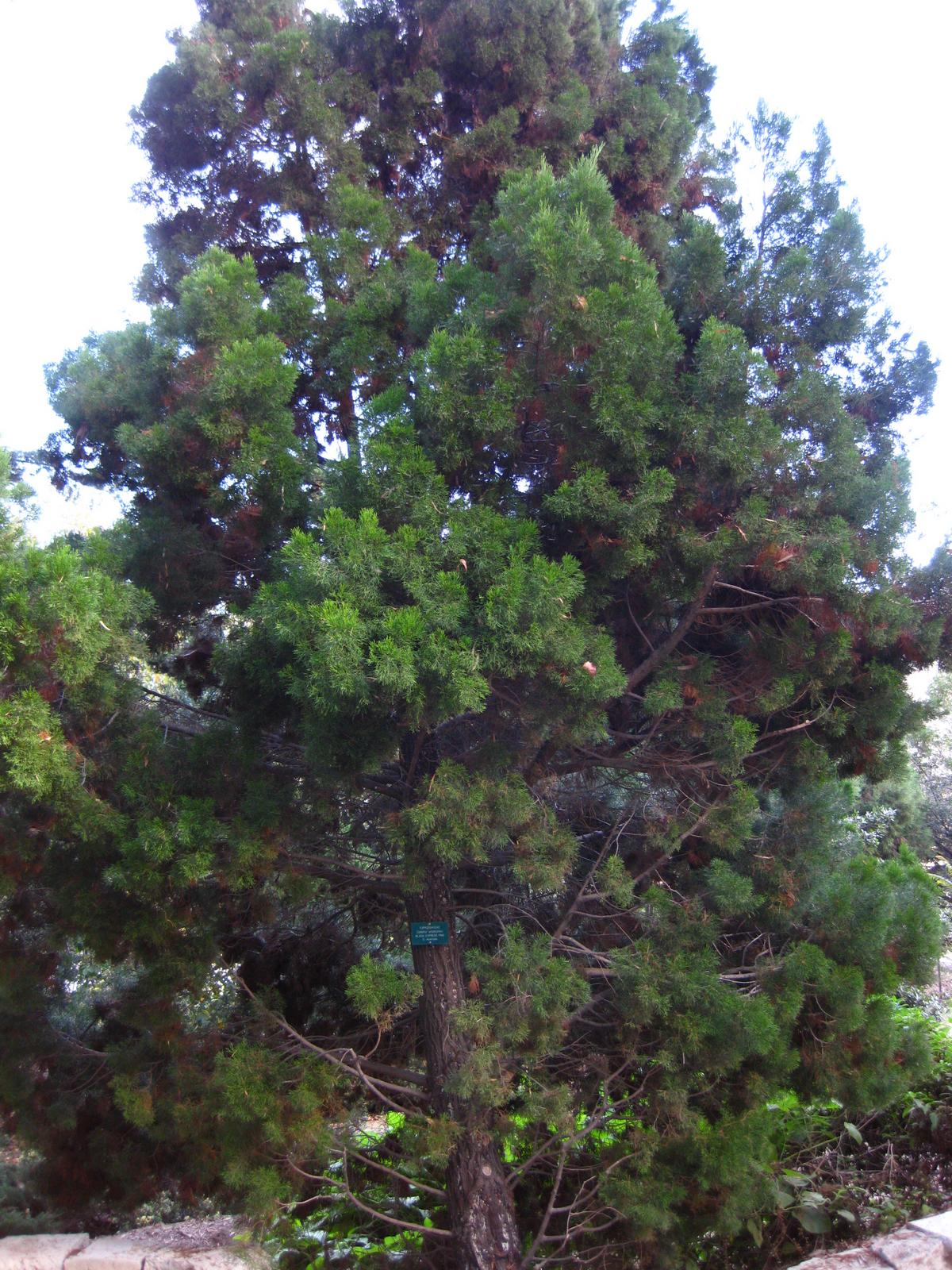
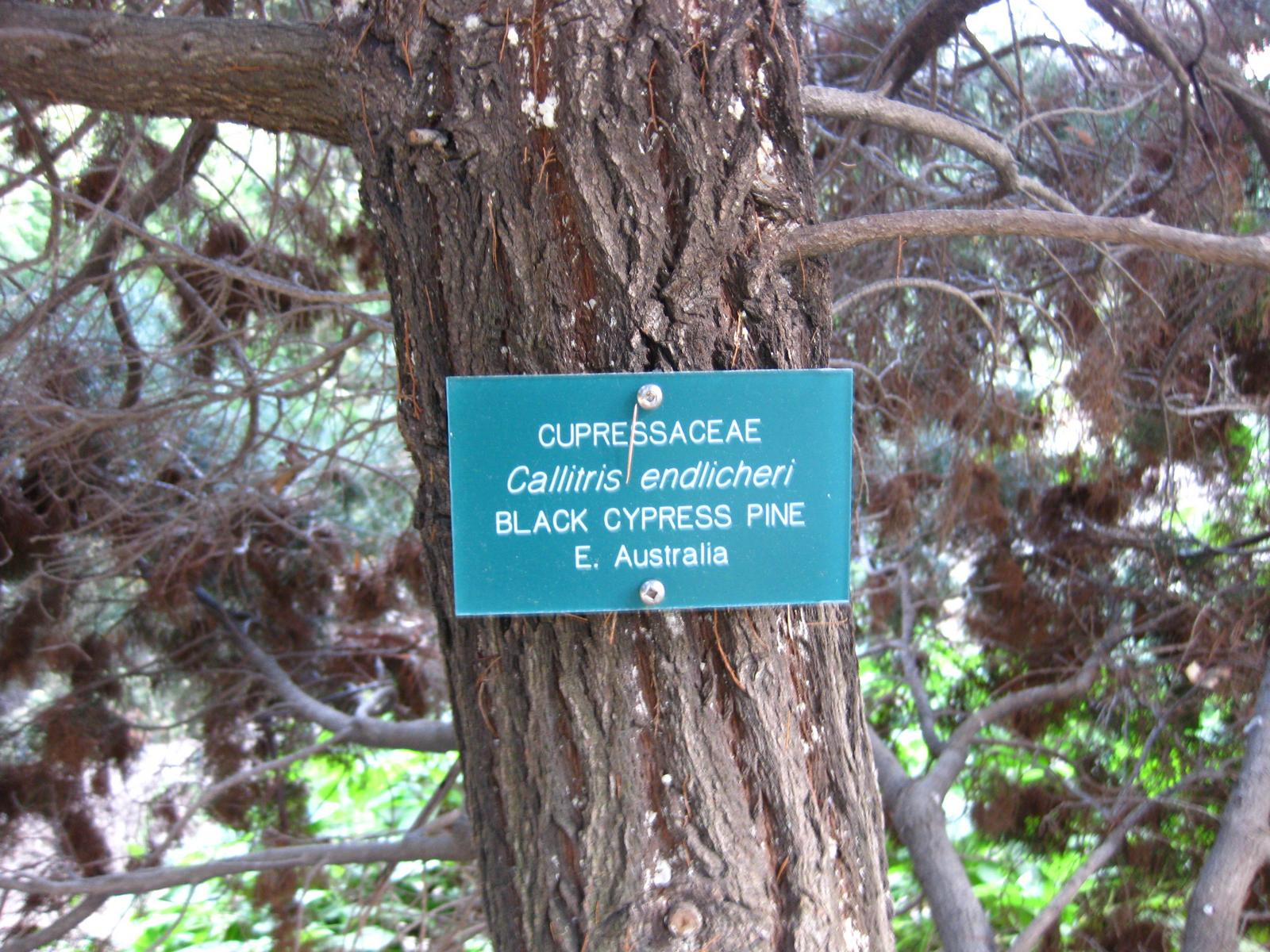